# Darrell Mbow
Eichem Darrell Mbow, né le 15 septembre 1992 à Paris, est un homme d'affaires, ancien chanteur, mannequin et producteur français.

## Biographie

### Enfance et carrière (1992-2014)
Eichem Darrell Mbow est né le 15 septembre 1992, à Paris[réf. souhaitée] d'un père haïtien-sénégalais consultant et d'une mère franco-algérienne artiste dans les années 80-90[réf. souhaitée]. Il grandit à Paris et Barcelone puis s'installe dans les Yvelines à Sartrouville[réf. souhaitée]. En 2011, il intègre l'école de commerce Novancia dont il sort diplôme d'un bachelor en business development[réf. souhaitée], il intègre en 2018 HEC Paris où il sera diplômé d'un EMBA en business management, digital strategies & new business models[réf. souhaitée].
Il crée le label OViD AUDIO avec ses amis d'enfance de Sartrouville, Kevin Tohou et Amedy Ishaq Cissé[réf. souhaitée].
En 2012, Darrell commence une carrière de mannequin, en travaillant pour l'agence de modèle Urban Models de Metropolitan Models.

## Parcours musical

### Black Mitzvah(2013-2014)
En février 2014, Darrell sort sa première mixtape.

### 2016, le retour gagnant(2016)
Il lance sur sa chaine Youtube en février 2016 une nouvelle version titre "Avion En Papier", dont le clip est réalisé par l'humoriste et acteur Smaïn. S'en suivra les titres "Ma Clique" et "Monaco",. Le site de rap VraiRapFrançais le qualifie de "génie de l'ombre". En juin 2016 Olivier Nusse, président de Universal Music France, signe avec lui un contrat[réf. souhaitée].

### Lambo(2017)
Son titre Lambo sorti en 2017 est réalisé en collaboration avec le rappeur Hayce Lemsi[réf. souhaitée]. Il est classé numéro 1 du Top Booster pendant quatre semaines consécutives[réf. souhaitée],,.

## Label
Il annonce sa signature chez Universal, sur le label Mercury Records et la préparation de son 1er album à son public lors de la première édition du OViD Music Hall[réf. souhaitée] qui est un concert festival plateau d'artiste annuel organisé au Nouveau Casino de Paris par son label OV.iD à Paris, lancé le 22 juin 2016 le lendemain de la fête de la musique.
Darrell créait aussi sa propre société d'édition OViD Audio en Co-édition avec BMG France.

## Parcours entrepreunarial
Darrell MBOW fonde en 2018, Molitor International Conseil avec Michel Scarbonchi[réf. souhaitée].
Il est le fondateur de la chaine de restaurant Madiba, Afro Hot-Dogs, première chaine de restaurant de hot-dogs africains. Le premier restaurant est dans le centre de Paris.